# وینچندون (حوزه سرشماری)، ماساچوست
وینچندون (به انگلیسی: Winchendon) یک منطقهٔ مسکونی در ایالات متحده آمریکا است که در شهرستان ووستر، ماساچوست واقع شده‌است. وینچندون ۶٫۳ کیلومتر مربع مساحت و ۴٬۲۱۳ نفر جمعیت دارد و ۳۰۴ متر بالاتر از سطح دریا واقع شده‌است.